# Louis Agassiz Fuertes
Louis Agassiz Fuertes (Ithaca, 7 februari 1874 – Unadilla, New York, 22 augustus 1927) was een Amerikaanse vogelkundige en bekend vogelillustrator. Minstens 16 boeken over vogels bevatten zijn illustraties.

## Biografie
Louis was de zoon van Estevan Fuertes die verbonden was aan de Cornell-universiteit en daar de afdeling civiele techniek oprichtte. Hij vernoemde zijn zoon naar de Zwitsers/Amerikaanse natuuronderzoeker Louis Agassiz. Als kind schoot Louis met een katapult op vogels die hij daarna zorgvuldig onderzocht. Toen hij 14 jaar oud was, maakte hij al nauwkeurige beschrijvingen en tekeningen van bijzondere vogels. Op 17-jarige leeftijd werd hij het jongste lid van de American Ornithologists' Union. In 1892 bezocht hij samen met zijn ouders Europa en studeerde korte tijd in Zwitserland tot hij in 1893 aan de Cornell-universiteit architectuur ging studeren.
Als lid van een zangkoor ontmoette hij in 1894 de natuuronderzoeker Elliott Coues, bij een bezoek aan Washington D.C.. Die was erg onder de indruk van de door Louis gemaakte beschrijvingen en illustraties. Daarna concentreerde Louis zich geheel op het verzamelen en bestuderen van vogels. Hij reisde naar diverse landen zoals Canada, Mexico, Jamaica en Ethiopië waar hij al jagend vogels verzamelde voor de wetenschap. In 1899 nam hij deel aan een wetenschappelijke expeditie langs de kusten van Alaska. 
Vanaf 1923 doceerde hij ornithologie aan de Cornell-universiteit. Deze universiteit is daardoor ook in het bezit van de aanzienlijke collectie persoonlijke notities, publicaties en illustraties.

## Zijn werk/nalatenschap

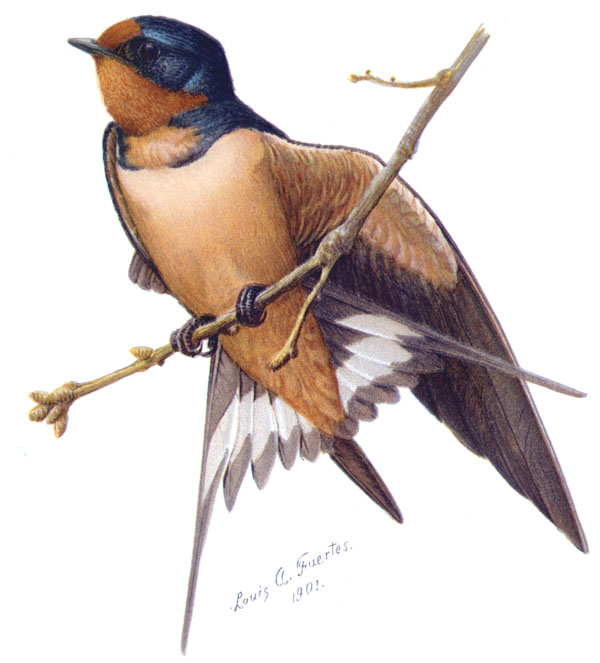
Boerenzwaluw van L.A. Fuertes uit The Second Book of Birds, 1901
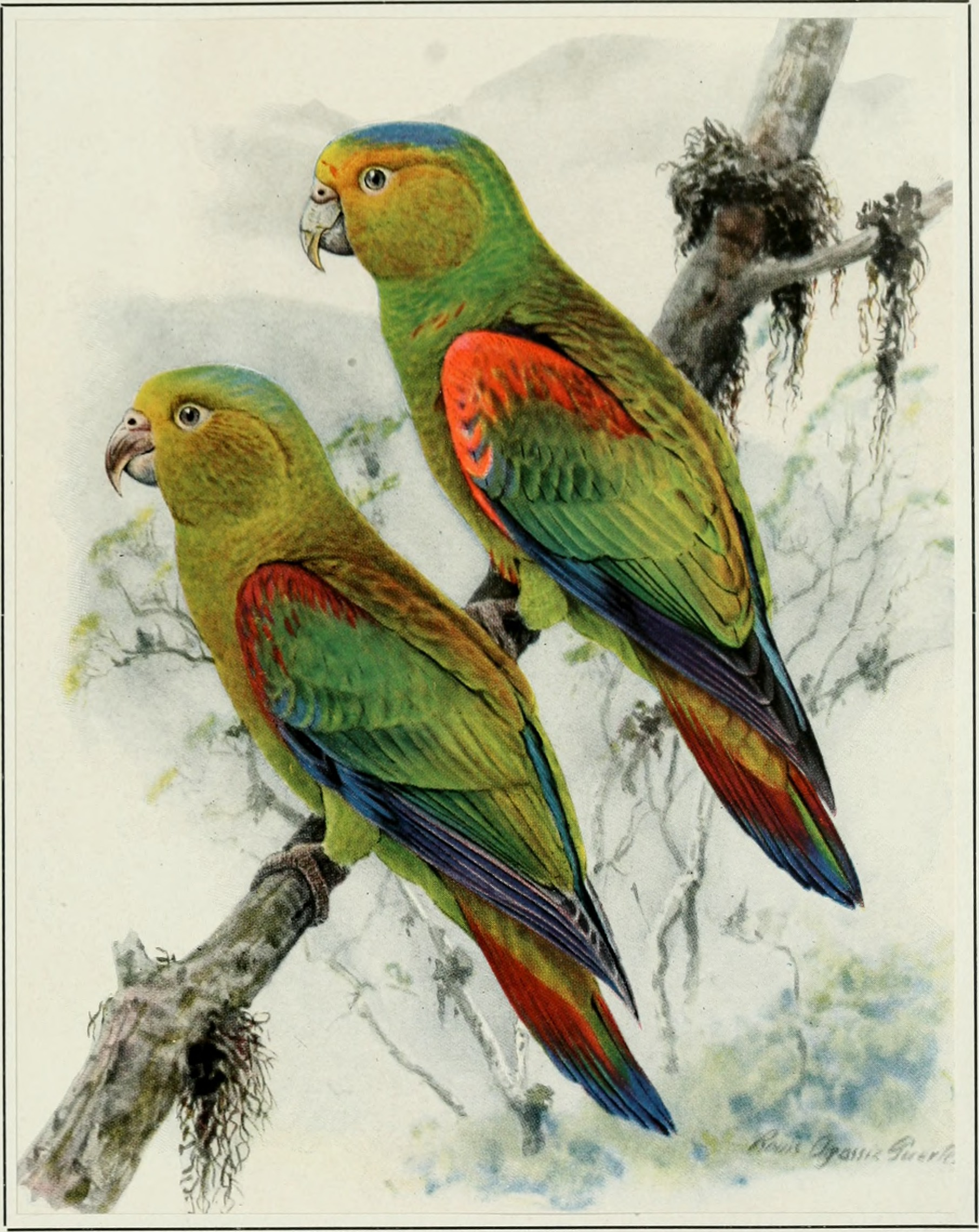
Fuertes' andespapegaai afbeelding uit Natural History 19(1) 1919 574

Naast zijn omvangrijk oeuvre aan illustraties van vogels schreef hij een aantal lange artikelen waaronder een verhandeling over valkerij en een over jachthonden in de National Geographic. Als eerbetoon aan Louis is Fuertes'  andespapegaai (Hapalopsittaca fuertesi) door Frank Chapman vernoemd. 

### Door hem geïllustreerde boeken (selectie)
- A-Birding on a Bronco, door Florence Augusta, 1896 (online)
- Citizen Bird door Mabel Osgood Wright & Elliott Coues. Macmillan Company, 1896 (1923 reprint)
- Song Birds and Water Fowl, door H E Parkhurst, 1897 (online)
- Bird Craft, door Mabel Osgood Wright, 1897 (1900 reprint)
- The Woodpeckers, door F H Eckstorm, 1901 (online)
- Second Book of Birds, door Olive Thorne Miller (pseudoniem van Harriet Mann Miller), 1901 (online)
- Birds of the Rockies, door Leander S. Keyser 1902 (online)
- Handbook of Birds of Western North America, door Frank Chapman, 1902 (1904 reprint)
- Upland Game Birds, door E. Sandys & T S van Dyke, 1902 (online)
- Key to North American Birds door Elliott Coues, 1903 (online)
- Handbook of Birds of Eastern North America, door F.Chapman, 1904 (online)
- Birds of New York door E. H. Eaton, 1910 (online)
- Wild Animals of North America door E. W. Nelson, 1918 (online)
- The Burgess Bird Book for Children, door Thornton W. Burgess, 1919.(online)
- Birds of Massachusetts and Other New England States by E.H. Forbush, 1925 (1927 edition)
- Artist and Naturalist in Ethiopia door W.H.Osgood. Garden City: Doubleday, Doran and Co., 1936
- The Bird Life of Texas door H. Church Oberholser.  University of Texas Press, 1974

- Bibliothèque nationale de France: cb12552729g (data)
- CiNii: DA15231200
- Stuttgart Database of Scientific Illustrators 1450–1950: 672
- Gemeinsame Normdatei: 120741121
- International Standard Name Identifier: 0000 0000 8386 148X
- Library of Congress Control Number: n50047914
- MusicBrainz: 3b146210-bd8d-4474-99a4-cd42413ea8ba
- Nationale bibliotheek van Australië: 35106626
- Nationale Bibliotheek van Israël: 987007434834205171
- Nederlandse Thesaurus van Auteursnamen: 13102891X
- PIC: 272064
- Réseau des bibliothèques de Suisse occidentale: 02-A003268636
- RKD-Nederlands Instituut voor Kunstgeschiedenis: 29714
- Istituto Centrale per il Catalogo Unico: TO0V626398
- SNAC: w6s1834c
- Système universitaire de documentation: 034813403
- Museum of New Zealand Te Papa Tongarewa: 35984
- Trove: 828442
- Union List of Artist Names: 500028454
- Virtual International Authority File: 59198877
- WorldCat: E39PBJgtc37PYCfDyvyGPWfDv3